# Deutschlandradio

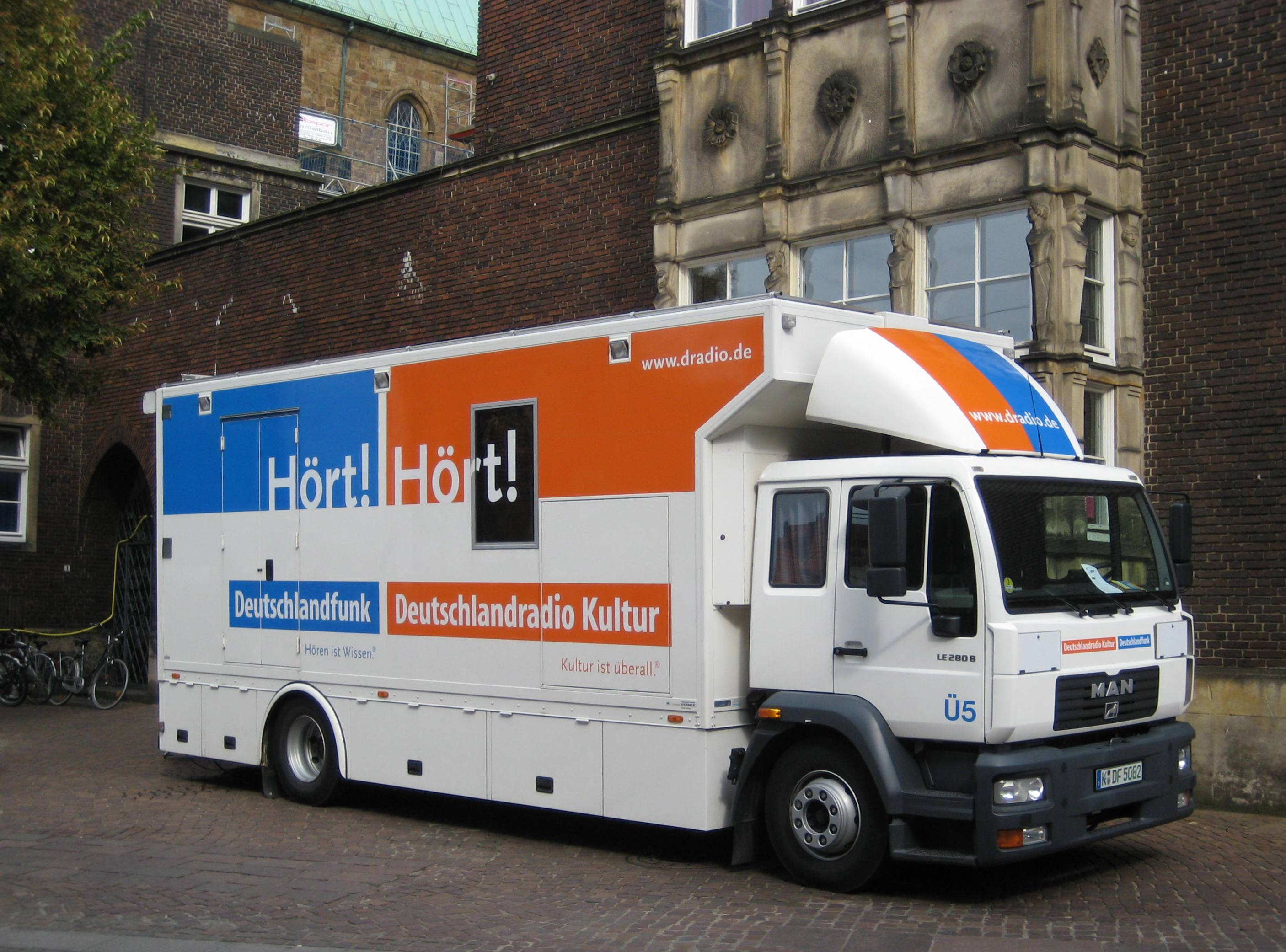
A Deutschlandradio kocsija

A Deutschlandradio (DRadio; korábban DLR) német közszolgálati rádió. Három országos program készül a stúdióiban Deutschlandfunk, Deutschlandfunk Kultur, valamint Deutschlandfunk Nova. 1994. január 1-jén alapították és Kölnben illetve Berlinben van a székhelye. Az intendánsi hivatal és az adminisztráció szintén Kölnben van. Az első intendáns Ernst Elitz volt. 2017. szeptember 1-je óta Stefan Raue tölti be ezt a funkciót. A Deutschlandradio évi kiadási keretösszege 180 millió euró (2006).

## Külső hivatkozások
- http://www.dradio.de A rádió honlapja
- A Deutschlandradio és a Német Állam szerződése